# Iwjanez
Iwjanez (belarussisch Івяне́ц, russisch Ивенец, polnisch Iwieniec) ist eine belarussische Gemeinde der Rajon Waloschyn in der Minskaja Woblasz. Sie liegt in einem hügeligen und bewaldeten Gebiet am Fluss Wolma. Sie ist seit Mitte des 15. Jahrhunderts bekannt als Siedlung im Privatbesitz der Familie Sollohub.

## Persönlichkeiten
- Wincenty Dunin-Marcinkiewicz (1808–1884), polnisch-belarussischer Schriftsteller, Bühnendichter der polnischen Romantik und politischer Aktivist, lebte hier seit 1840 in seinem Herrenhaus und schrieb dort die meisten seiner Werke
- Isaac Halevy (1847–1914), Judaist und Rabbiner

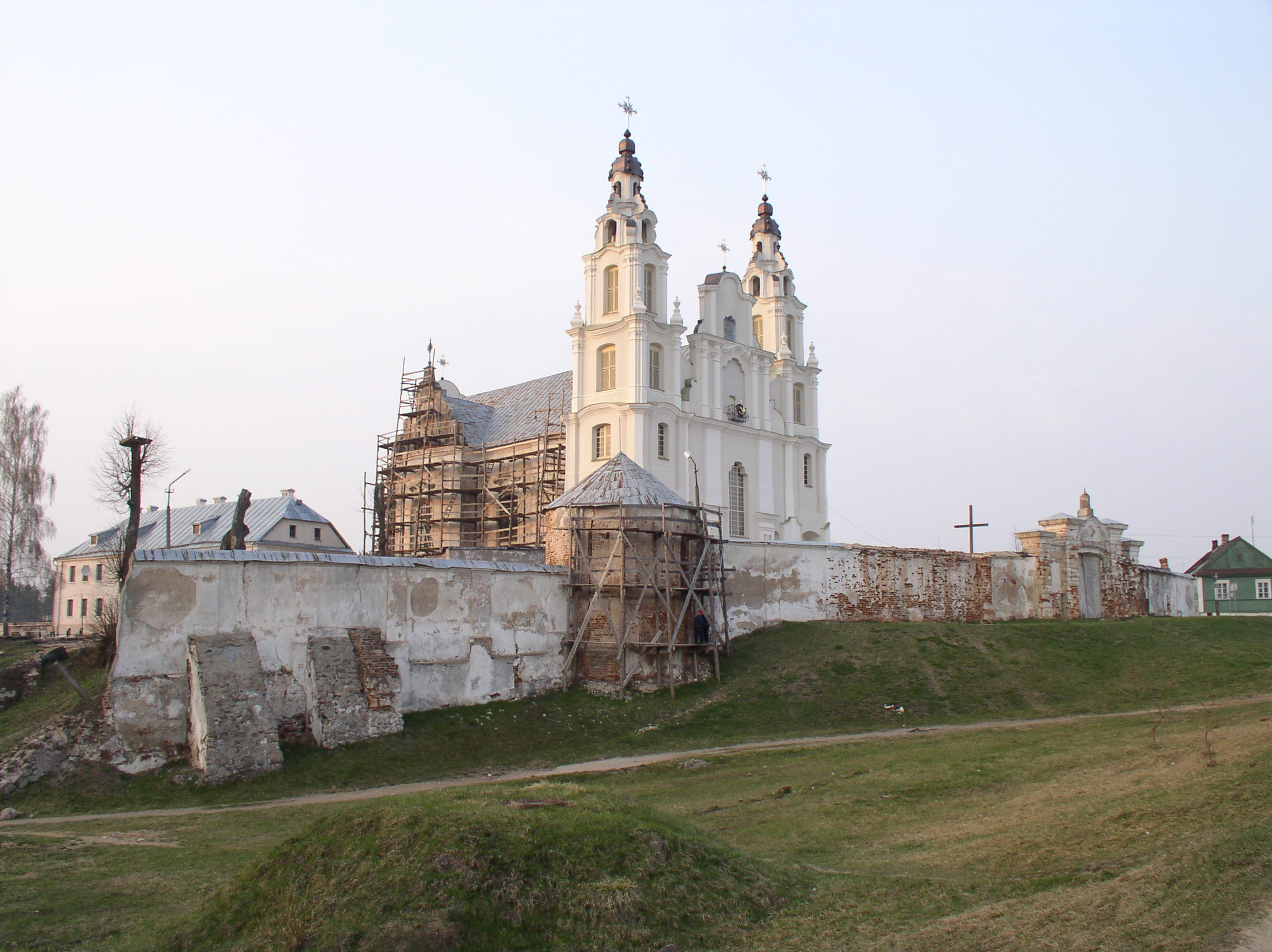
Kirche des Erzengel Michael, ca. 1744–1750 erbaut
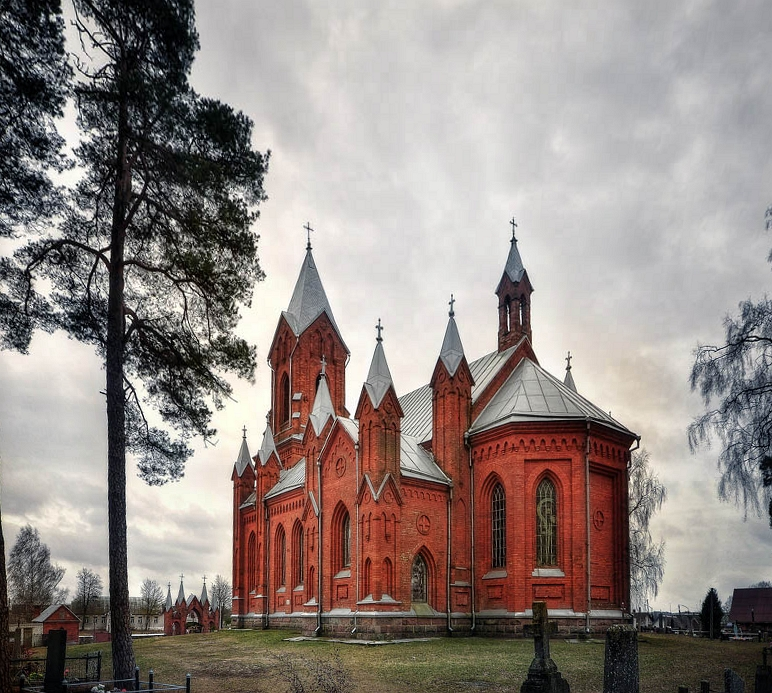
Kirche des St. Alexis, 1905–1907 erbaut
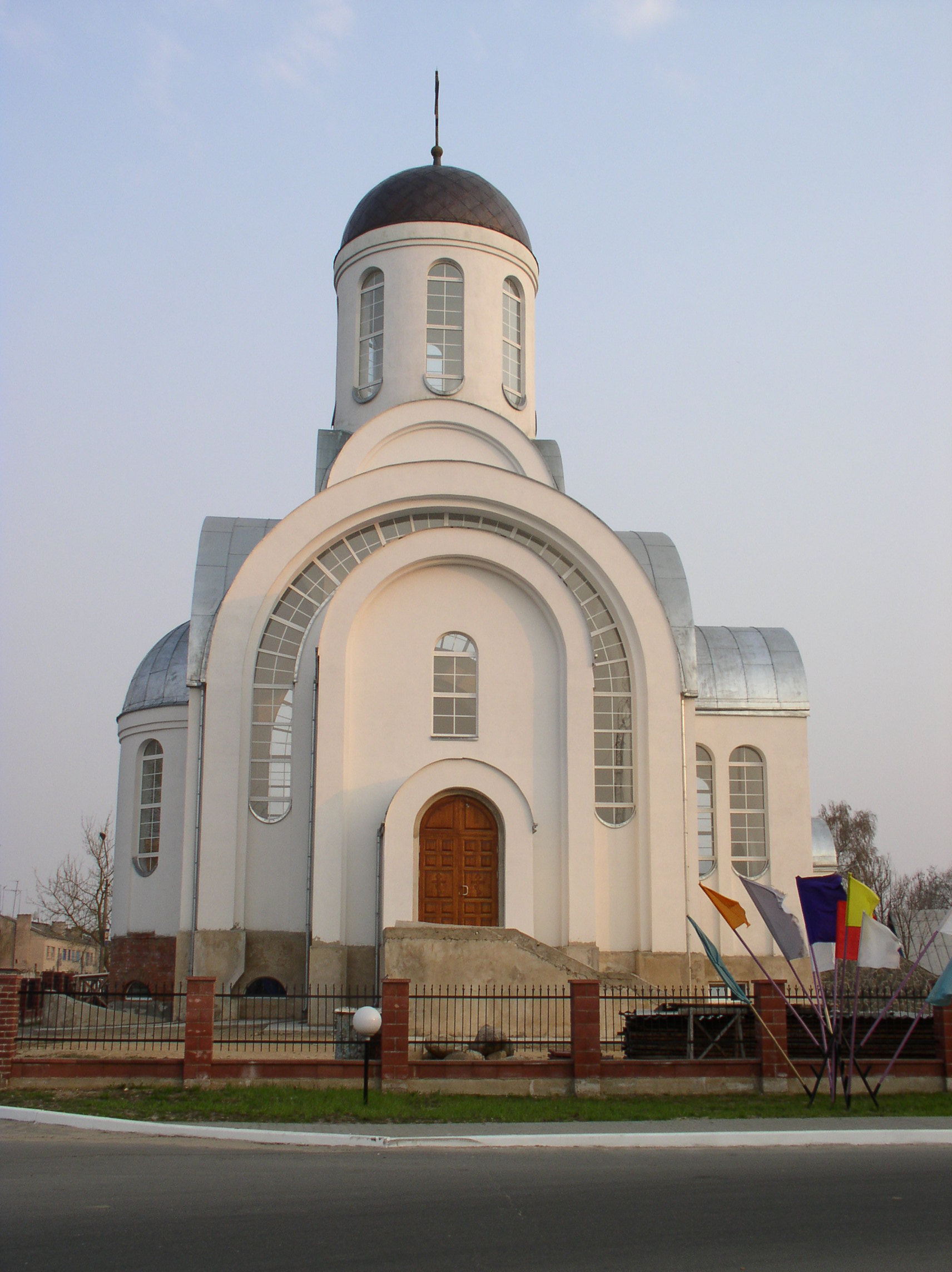
Orthodoxe Kirche der Euphrosyne, 1998 erbaut
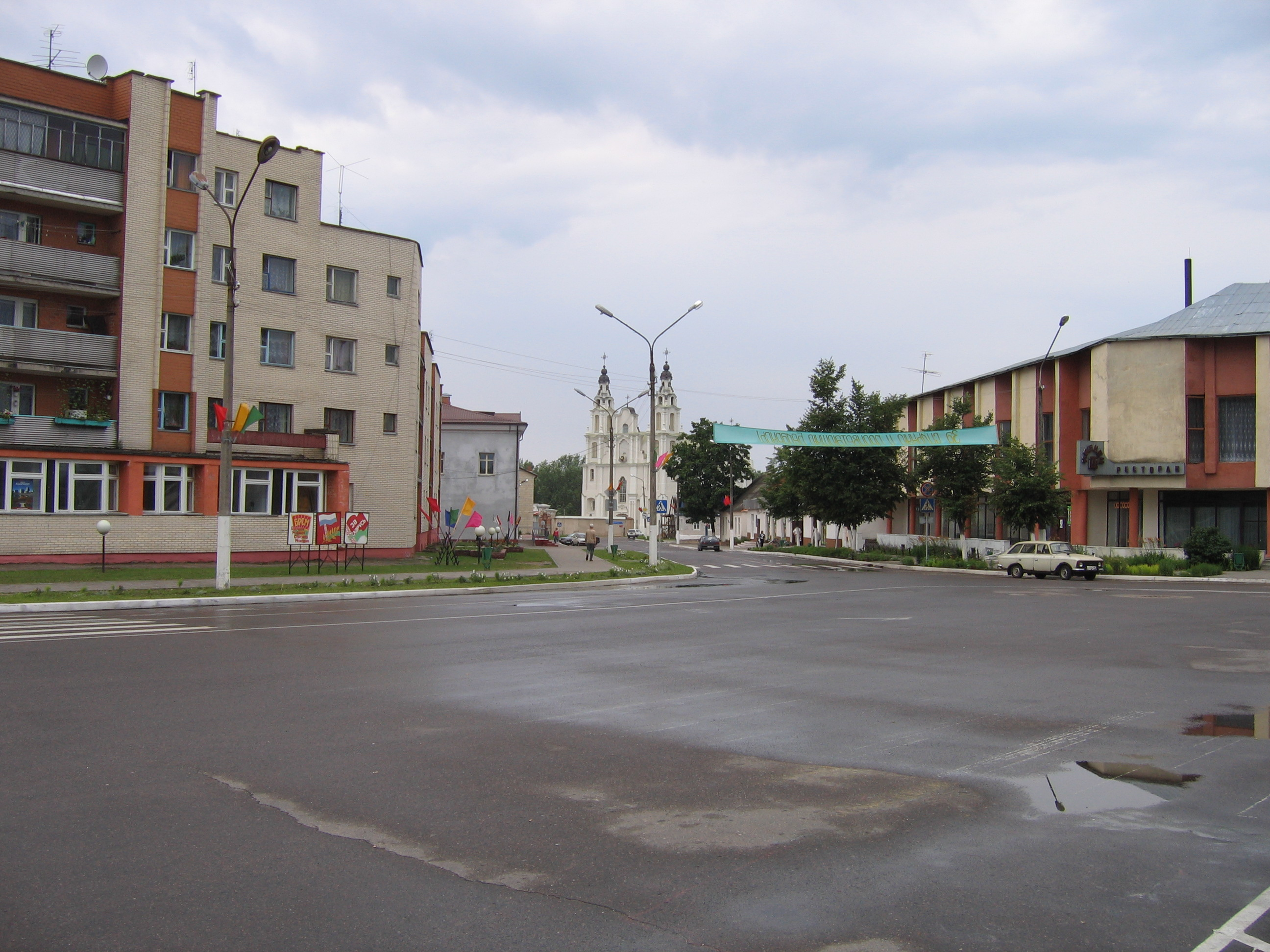
Das Zentrum von Iwaniec